# Rouge-Perriers
 Rouge-Perriers  là một xã thuộc tỉnh Eure trong vùng Normandie miền bắc nước Pháp.